# Paranarthrura angolensis
Paranarthrura angolensis is een naaldkreeftjessoort uit de familie van de Agathotanaidae. De wetenschappelijke naam van de soort is voor het eerst geldig gepubliceerd in 2002 door Guerrero-Kommritz, Schmidt & Brandt.